# Come Out and Play (chanson de Billie Eilish)
Singles de Billie Eilish
When the Party's Over
(2018) When I Was Older
{2018)

Bury a Friend
(2019)
Clip vidéo
[vidéo] « Come Out and Play », sur YouTube
Come Out and Play (stylisée en minuscules : « come out and play ») est une chanson de l'auteure-compositrice-interprète américaine Billie Eilish.
Elle l'a écrite (avec son frère Finneas) pour un spot publicitaire d'Apple. (C'était un court-métrage d'animation publicitaire de Noël 2018 intitulé « Share Your Gifts ».),,
La chanson est également sortie en single. Aux États-Unis, elle débute à la 69e place du Billboard Hot 100 pour la semaine du 8e décembre 2018, mais sa présence dans ce chart n'aura duré qu'une semaine.
Cette chanson est incluse comme un titre bonus dans l'édition japonaise du premier album studio de Billie Eilish, When We All Fall Asleep, Where Do We Go? (2019).

## Classements
| Classement (2018)               | Meilleure position |
| ------------------------------- | ------------------ |
| Australie (ARIA)                | 23                 |
| Autriche (Ö3 Austria Top 40)    | 53                 |
| Belgique (Flandre Ultratip 100) | 9                  |
| Canada (Hot 100)                | 36                 |
| Irlande (IRMA)                  | 21                 |
| Pays-Bas (Single Top 100)       | 77                 |
| Nouvelle-Zélande (RMNZ)         | 17                 |
| Suède (Sverigetopplistan)       | 69                 |
| Suisse (Schweizer Hitparade)    | 61                 |
| Royaume-Uni (UK Singles Chart)  | 47                 |
| États-Unis (Hot 100)            | 69                 |